# Ministerstwo Ziem Odzyskanych
Ministerstwo Ziem Odzyskanych – istniejące od 1945 do 11 stycznia 1949 roku polskie ministerstwo, mające na celu uporządkowanie sytuacji na Ziemiach Odzyskanych i przyśpieszenie procesów integracyjnych z resztą kraju. Przez cały okres działalności ministrem był Władysław Gomułka, a jego zastępcami Władysław Wolski, Józef Dubiel, Jan Wasilewski oraz Władysław Czajkowski, którego po śmierci zastąpił Leopold Gluck.

## Historia
Pierwszym organem powołanym do spraw Ziem Odzyskanych było Biuro Ziem Zachodnich, utworzone w lutym 1945. Ministerstwo utworzone zostało uchwałą Rady Ministrów Tymczasowego Rządu Jedności Narodowej z 27 listopada. Był to pierwszy dekret kompleksowo regulujący administrację i zarządzanie na terenach ziem zachodnich. Ministerstwo zlikwidowano w styczniu 1949 po ponad trzech latach działalności; pierwszym sygnałem było przemówienie Józefa Cyrankiewicza 21 lipca 1948 na Wystawie Ziem Odzyskanych, który stwierdził, że akt integracji z resztą kraju już się dokonał.
Ministerstwo Ziem Odzyskanych zostało zniesione na mocy art. 1 Ustawy z dnia 11 stycznia 1949 r. o scaleniu zarządu Ziem Odzyskanych z ogólną administracją państwową, która weszła w życie z dniem 21 stycznia 1949 r.

## Organizacja

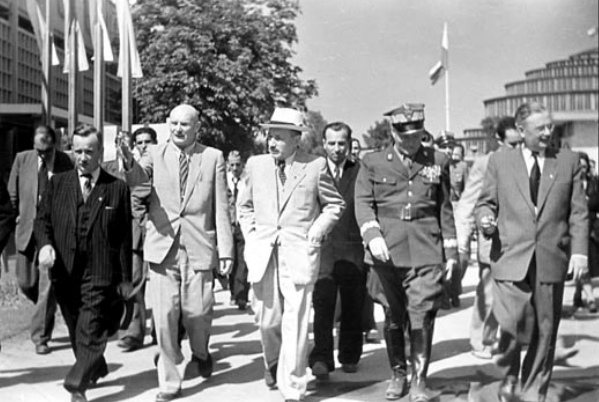
Otwarcie Wystawy Ziem Odzyskanych, punktu kulminacyjnego wstępnego zagospodarowywania ziem zachodnich; od lewej Stanisław Szwalbe, Bolesław Bierut, Konstanty Rokossowski i Hilary Minc

W zakres działania ministerstwa wchodziły:
- opracowanie ogólnej polityki państwa na Ziemiach Odzyskanych i opracowanie planu zagospodarowania
- przeprowadzenie akcji osiedleńczej, obejmującej 8 mln ludzi[5]
- zarząd mieniem poniemieckim[4]
- koordynowanie prac innych ministerstw w zakresie dotyczącym ziem zachodnich, z wyjątkiem Ministerstwa Spraw Zagranicznych oraz Ministerstwa Żeglugi i Handlu Zagranicznego.

Dokument określał również działanie prawa na Ziemiach Odzyskanych – na Ziemie Odzyskane rozciągnięto ustawodawstwo obowiązujące na obszarze działania sądu okręgowego w Poznaniu, a w zakresie prawa pracy – ustawodawstwo obowiązujące w części górnośląskiej województwa śląskiego.
Strukturę ministerstwa tworzyły departamenty: administracji publicznej (ogólnoadministracyjny), osiedleńczy, aprowizacji i handlu, mienia państwowego, a także Główny Urząd Inspekcji i Kontroli oraz Biuro Planów i Koordynacji.